# Juan Carlos Troncoso
Juan Carlos Troncoso é um ator, escritor e roteirista colombiano. Tornou-se conhecido por ser um dos autores principais da telenovela Pobres Rico e En los tacones de Eva, a qual foi adaptada no México em Por ella soy Eva.